# Saljut 7
Saljut 7 byla orbitální stanice SSSR, poslední toho typu v programu Saljut, fungující na oběžné dráze Země v letech 1982 až 1991, tedy devět roků. Konstrukčně byla podobná předchozí stanici Saljut 6.

## Základní údaje
Stanice byla vypuštěna z kosmodromu Bajkonur 19. dubna 1982 s pomocí rakety Proton K. Byla podobná předchozí stanici Saljut 6. Byla dlouhá 15 metrů, měla průměr 4,15 metru, byla opatřena dvěma spojovacími uzly, její hmotnost dosahovala téměř 19 tun. Vystřídalo se zde 21 kosmonautů, někteří i vícekrát. Označení v katalogu letů COSPAR bylo 1982-033A.

## Základní posádky

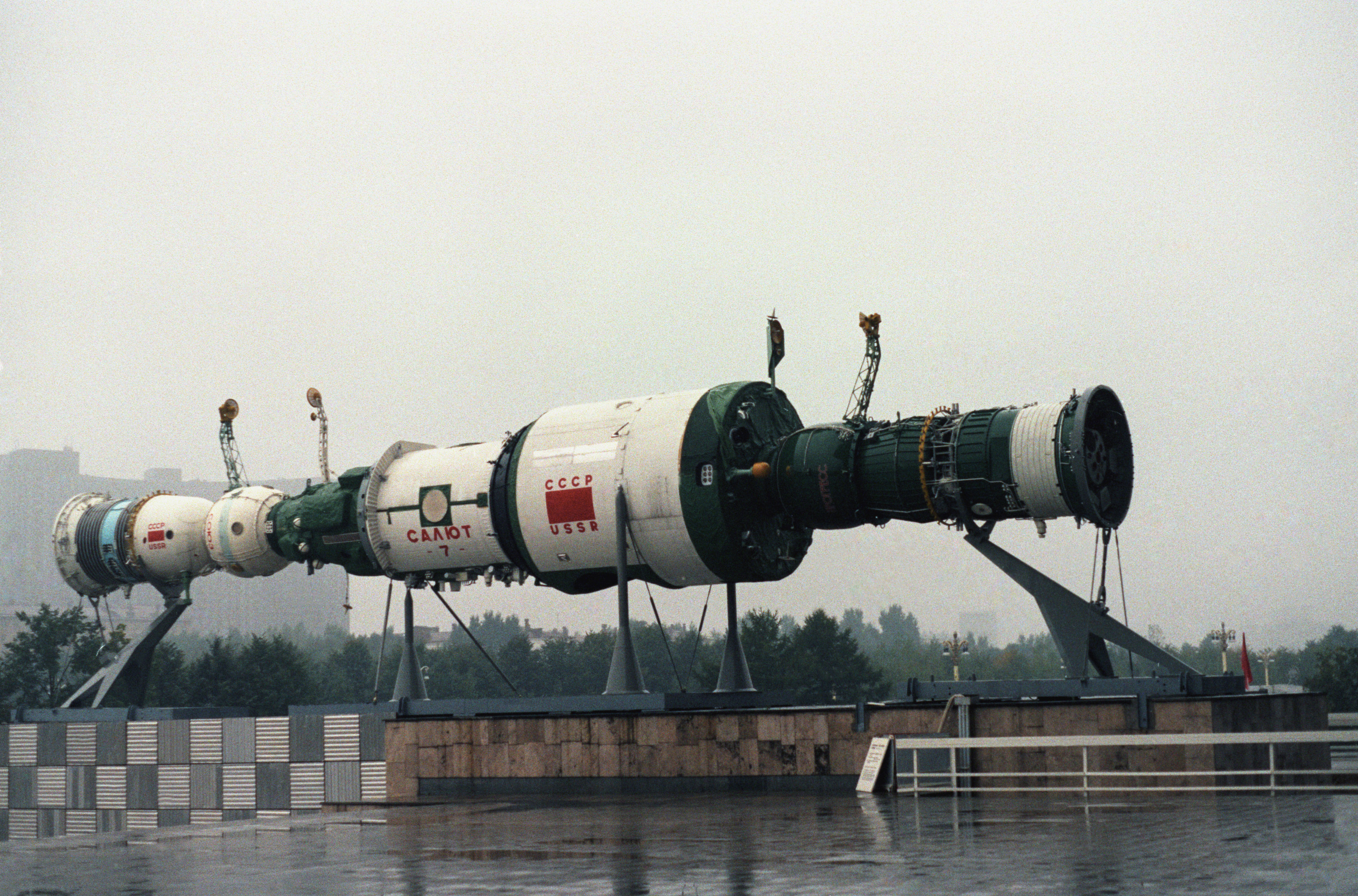
Model Saljutu 7 s připojenou lodí Sojuz (vlevo) a Progress (vpravo)

- Sojuz T-5 14. května 1982 – 10. prosince 1982, Anatolij Berezovoj, Valentin Lebeděv
- Sojuz T-9 28. června 1983 – 23. listopadu 1983, Vladimir Ljachov, Alexandr Alexandrov
- Sojuz T-10 9. února 1984 – 2. října 1984, Leonid Kizim, Vladimir Solovjov, Oleg Aťkov
- Sojuz T-13 7. června 1985 – 26. září 1985, Vladimir Džanibekov, Viktor Savinych
- Sojuz T-14 18. září 1985 – 21. listopadu 1985, Vladimir Vasjutin, Georgij Grečko, Alexandr Volkov
- Sojuz T-15, 6. května 1986 – 25. června 1986, Leonid Kizim, Vladimir Solovjov, tč. základní posádka na nové stanici Mir, která na tuto stanici přeletěla ukončit práce posádek této stanice a pak se vrátila na Mir i s řadou věcí ze Saljutu.

## Návštěvní lodě
Většinou návštěvy ponechaly u stanice loď, se kterou přiletěly a vracely se k Zemi v lodi, která byla u stanice zaparkovaná v době před jejich příletem.
- Sojuz T-6, 25. června 1982 – 2. července 1982, Vladimir Džanibekov, Alexandr Ivančenkov, Jean-Loup Chrétien
- Sojuz T-7, 20. srpna 1982 – 27. srpna 1982, Leonid Popov, Alexandr Serebrov, Světlana Savická
- Sojuz T-11, 4. dubna 1984 – 11. dubna 1984, Jurij Malyšev, Gennadij Strekalov, Rákeš Šarma
- Sojuz T-12, 18. července 1984 – 29. července 1984, Vladimir Džanibekov, Světlana Savická, Igor Volk

## Nákladní lodě

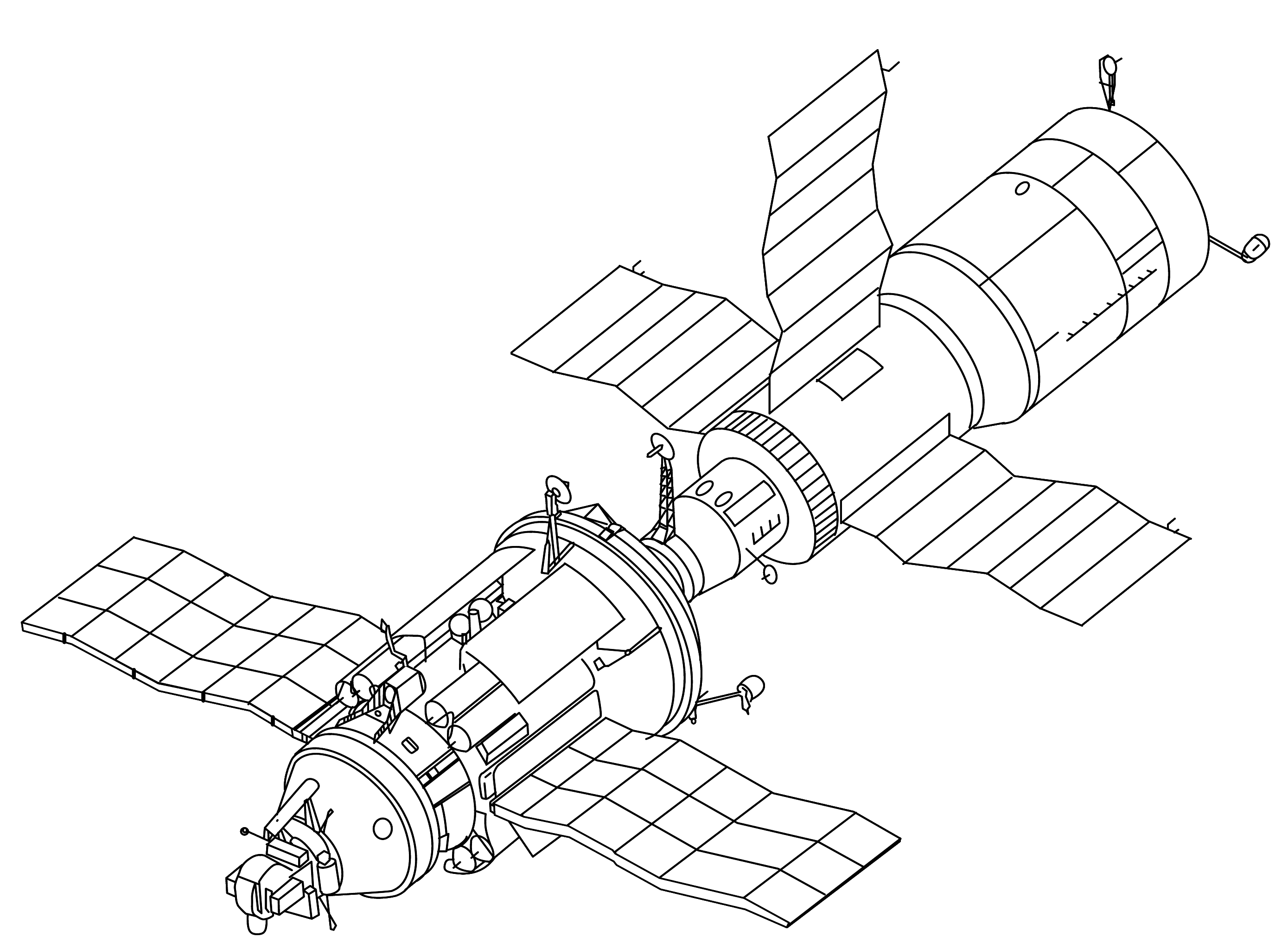
Saljut 7 a Kosmos 1686

Celkem zde přistálo 14 bezpilotních lodí Progress a Kosmos. Mimo zásobování byly využity jejich motory k úpravě oběžné dráhy stanice, která by se bez těchto korekcí snižovala a předčasně v atmosféře shořela.
- Progress 13, 25. května 1982 – 4. června 1982
- Progress 14, 14. července 1982 – 11. srpna 1982
- Progress 15, 20. září 1982 – 14. října 1982
- Progress 16, 2. listopadu 1982 – 13. prosince 1982
- Kosmos 1443, 10. března 1983 – 14. srpna 1983
- Progress 17, 18. srpna 1983 – 17. září 1983
- Progress 18, 22. října 1983 – 13. listopadu 1983
- Progress 19, 23. února 1984 – 31. března 1984
- Progress 20, 17. dubna 1984 – 6. května 1984
- Progress 21, 10. května 1984 – 26. května 1984
- Progress 22, 30. května 1984 – 15. července 1984
- Progress 23, 16. července 1984 – 26. srpna 1984
- Progress 24, 23. června 1985 – 15. července 1985
- Kosmos 1686, 2. října 1985 – 8. února 1991, zánik spolu se stanicí

## Zánik stanice
Po 3 217 dnech na oběžné dráze Země stanice sestoupila díky zemské gravitaci do atmosféry a zde shořela dne 8. února 1991. Její zbytky dopadly na území Argentiny.
Stanice Saljut 7 byla nahrazena na oběžné dráze větší vesmírnou stanicí Mir.